# World Cyber Games 2010
World Cyber Games 2010 odbyły się w Los Angeles w dniach 27 września – 3 października 2010. W tym roku Światowe Igrzyska Cybernetyczne obchodziły swoje dziesięciolecie. Po raz trzeci w dziejach tej imprezy turniej był organizowany w Stanach Zjednoczonych. Areną zmagań graczy była hala Los Angeles Convention Center.

## Rozgrywane konkurencje
Uczestnicy World Cyber Games w Los Angeles w 2010 roku rywalizowali w 11 konkurencjach.
- Strzelanka pierwszoosobowa
  -  Counter-Strike 1.6

- MMORPG
  -  Lost Saga (konkurencja pokazowa)

- Muzyka
  -  Guitar Hero 5

- Real-Time Strategy
  -  StarCraft: Brood War
  -  Warcraft III: The Frozen Throne

- Sport
  -  FIFA 10
  -  Carom3D

- Sztuki walki
  -  Tekken 6

- Wyścigi
  -  Asphalt 5
  -  Forza Motorsport 3
  -  TrackMania Nations Forever

## Medaliści
| Konkurencja        | | | |
| Asphalt 5          | Charlie Elliott Pseudonim: Tenshii                                                                   | Lee Won-joon Pseudonim: KimBuJa                                                                     | Filipp Mussuri Pseudonim: Mussuri                                                                         |
| Carom3D            | Fernando Rogoski Pseudonim: Pantaneiro                                                               | Fabio Fonseca Pseudonim: TheLogaN                                                                   | Kim Hee-chul Pseudonim: MARCJACOBS                                                                        |
| Counter-Strike     | Zespół: NaVi Serhij Iszczuk Arsenij Trynożenko Ioann Suchariew Danyło Tesłenko Jehor Markełow        | Zespół: Mortal Teamwork Alexander Holdt Danny Sorensen Martin Heldt Oliver Minet Christoffer Sunde  | Zespół: Frag eXecutors Wiktor Wojtas Filip Kubski Jakub Gurczynski Mariusz Cybulski Jarosław Jarząbkowski |
| FIFA               | Kevin Santner Pseudonim: daimonde                                                                    | Zheng Yang Pseudonim: Zola                                                                          | Michal Polivka Pseudonim: bl4ck_p01nt                                                                     |
| Forza Motorsport 3 | David Kelly Pseudonim: d.Daveyskills                                                                 | Niklas Krellenberg Pseudonim: Johnson                                                               | Wouter van Someren Pseudonim: Handewasser                                                                 |
| Guitar Hero        | Alec Castillo Pseudonim: Acai28                                                                      | George Boothby Pseudonim: ti.Monkey                                                                 | Boy Kremers Pseudonim: Kaos.Boyke                                                                         |
| League of Legends  | Zespół: CounterLogic Sam Kenzler Steve Chau Cody Sigfusson George Georgallidis Michael Tang          | Zespół: IWEARACAPEIRL Benjamin Hiller Johannes Lueder Wai Noch Shum Shawn Bourquin Christian Dietze | Zespół: AnotherStory Siong Chong Teo Chen Lianquan PeiXiang Daryl Koh Wong XingLei Zhi Ping Lim           |
| Lost Saga          | Zespół: Sanarae Jeon Young-ho Kim Hyun-sub Park Tae-kyung                                            | Zespół: TheFootClan Eric Moore Joshua Thomas Gustavo Calix                                          | Zespół: GoodLuck Michael Muller Eddie Valdez Anthony Piggott                                              |
| StarCraft          | Lee Young-ho Pseudonim: Flash                                                                        | Kim Goo-hyun Pseudonim: Goojila                                                                     | Lee Jae-dong Pseudonim: Jaedong                                                                           |
| Tekken 6           | Bae Jae-min Pseudonim: Knee                                                                          | Abe Akihiro Pseudonim: AO(ALI)                                                                      | Kitahara Shutaro Pseudonim: honnda                                                                        |
| TrackMania         | Kalle Mortlund Videkull Pseudonim: FrostBeule                                                        | Peter Strele Pseudonim: PeZi                                                                        | Dorian Vallet Pseudonim: Carl                                                                             |
| WarCraft III       | Kim Sung-sik Pseudonim: ReMinD                                                                       | Manuel Schenkhuizen Pseudonim: Grubby                                                               | Park Jun-e Pseudonim: Lyn                                                                                 |
| Quake Wars         | Zespół: AmeriMiX Aloysha Kostrikin Ben Pratte Kregg Malcolm Richard Singh Michael Penna Michael Free | Zespół: -ET- Song In-suk Back Jong-woo Kim Tai-ho Jang Woo-seong Lee Hyun-ki Shin Hyun-choong       | Zespół: FOOOOT                                                                                            |

## Klasyfikacja medalowa
| Lp. | Państwo           | złoto | srebro | brąz | razem | +/- WCG 2009 |
| --- | ----------------- | ----- | ------ | ---- | ----- | ------------ |
| 1.  | Korea Południowa  | 3     | 2      | 3    | 8     | 0            |
| 2.  | Brazylia          | 1     | 1      | 0    | 2     | +3           |
| 2.  | Wielka Brytania   | 1     | 1      | 0    | 2     | n/d          |
| 2.  | Niemcy            | 1     | 1      | 0    | 2     | +2           |
| 5.  | Australia         | 1     | 0      | 0    | 1     | n/d          |
| 5.  | Ukraina           | 1     | 0      | 0    | 1     | n/d          |
| 5.  | Szwecja           | 1     | 0      | 0    | 1     | -3           |
| 5.  | Stany Zjednoczone | 1     | 0      | 0    | 1     | +5           |
| 9.  | Holandia          | 0     | 1      | 2    | 3     | n/d          |
| 10. | Japonia           | 0     | 1      | 1    | 2     | -8           |
| 11. | Austria           | 0     | 1      | 0    | 1     | n/d          |
| 11. | Dania             | 0     | 1      | 0    | 1     | +2           |
| 11. | Chiny             | 0     | 1      | 0    | 1     | -6           |
| 14. | Rosja             | 0     | 0      | 1    | 1     | n/d          |
| 14. | Słowacja          | 0     | 0      | 1    | 1     | n/d          |
| 14. | Polska            | 0     | 0      | 1    | 1     | -7           |
| 14. | Francja           | 0     | 0      | 1    | 1     | -3           |